# Bruniaceae
Bruniaceae é uma família de plantas dicotiledóneas, que é composta por 75 espécies repartidas em seis géneros:
- Audouinia Brongn.
- Berzelia Brongn.
- Brunia Lam.
- Linconia L.
- Staavia  Dahl
- Thamnea Sol. ex R. Br.

São arbustos, por vezes árvores, de pequenas folhas persistentes (semelhantes às da urze), endémicas da África do Sul.
A classificação filogenética situa a divergência desta família na base das campanulídeas (euasterídeas II).